# Cing
Cing Inc. (株式会社シング) (estilizada CiNG) foi uma desenvolvedora de jogos independente sediada em Fukuoka, Japão. A companhia, pequena empresa de desenvolvimento com apenas 29 empregados, foi fundada em abril de 1999, e foi liderada por Takyua Miyagawa, que foi presidente e CEO. Miyagawa também atuou como produtor em todos os títulos da Cing. A empresa anunciou falência em 1 de março de 2010.
Desde o lançamento de Glass Rose para o PlayStation 2 em 2003, a Cing apreciou uma relação próxima com a Nintendo. Dois projetos foram criados em cooperação com a editora para o seu portátil, Nintendo DS, ambos receberam sequências (uma para o Nintendo DS e outra para o Wii). A Cing também lançou o jogo Little King's Story para o Wii, que foi criticamente aclamado.

### História
Fundada em 22 de abril de 1999, Cing foi criada com o intuito de fornecer aos jogadores experiências de jogos novas e únicas. O primeiro projeto do estúdio foi garantir a produção central de Glass Rose, da Capcom, um título de aventura para o PlayStation 2 da Sony. Infelizmente, apesar de ter um protagonista com a aparência de Masahiro Matsuoka (do famoso grupo de pop japonês na época, Tokio), o título falhou em se provar sucesso de vendas e nunca foi localizado para a America do Norte, tendo apenas distribuição no Japão e na Europa.
No início de 2005, Cing lançou o título de aventura Another Code: Two Memories para o DS, que marcou seu primeiro projeto em parceria com a Nintendo. O jogo fez um uso extenso das capacidades únicas do portátil, e obteve sucesso moderado. O próximo projeto do estúdio, Hotel Dusk: Room 215, foi outro título de aventura usando funcionalidades exclusivas do DS, como por exemplo utilizar o console de lado (de forma semelhante aos jogos da série Brain Age).
Em 13 de março de 2007, a Cing anunciou se jogo da nova geração para o Nintendo Wii, intitulado Little King's Story. O jogo foi lançado na Austrália e Europa em abril de 2009, na América do Norte em 21 de julho de 2009, e no Japão em 3 de setembro de 2009. Em novembro de 2009, a Cing anunciou Last Window: The Secret of Cape West, uma sequência para Hotel Dusk: Room 215 para o DS. Foi lançado em 14 de janeiro de 2010 no Japão e em 17 de Setembro de 2010 na Europa. Não há versão Norte Americana do título.
A Cing declarou falência no Japão em 1º de março de 2010. A empresa foi reportada com uma dívida de 256 milhões de ienes.

### Jogos desenvolvidos
| Ano  | Título                                         | Editora                 | Plataforma    |
| ---- | ---------------------------------------------- | ----------------------- | ------------- |
| 2003 | Glass Rose                                     | Capcom                  | PlayStation 2 |
| 2005 | Another Code: Two Memories                     | Nintendo                | Nintendo DS   |
| 2007 | Hotel Dusk: Room 215                           | Nintendo                | Nintendo DS   |
| 2008 | Monster Rancher DS                             | Tecmo                   | Nintendo DS   |
| 2009 | Another Code: R - A Journey into Lost Memories | Nintendo                | Wii           |
| 2009 | Little King's Story                            | Marvelous Entertainment | Wii           |
| 2009 | Again                                          | Tecmo                   | Nintendo DS   |
| 2010 | Last Window: The Secret of Cape West           | Nintendo                | Nintendo DS   |